# Silver Explorer
Siver Explorer es un crucero de expedición actualmente operado por la línea de cruceros de lujo, Silversea Cruises. Su pequeño tamaño la hace perfecta para explorar regiones como: Noruega, Pacífico Sur y Antártida.

## Historia
El barco fue construido por los astilleros de Rauma-Repola, de Rauma, Finlandia, y se botó el 3 de febrero de 1989. Operó bajo varios nombres antes de ser adquirida por Society Expeditions, que la operaba con los nombres World Adventurer y World Discoverer.
Fue comprada por Silversea Cruises en el otoño de 2007, y se sometió a un reacondicionamiento de varios millones de libras en Fincantieri, Trieste. En junio de 2008, en una ceremonia en Monte Carlo a la que asistió el Príncipe Alberto II de Mónaco, fue rebautizado como Príncipe Alberto II. Luego navegó a Londres para embarcar pasajeros para un crucero inaugural.
El Príncipe Alberto II pasó a llamarse Silver Explorer a fines de abril de 2011 con el fin de alinearse con los otros buques de la flota que tienen la palabra "Silver" en su nombre.

## Servicio
M/V Silver Explorer opera cruceros de aventura polar que duran entre 10 y 21 días. En el verano navega en el círculo polar ártico con llamadas al archipiélago de Svalbard, Islandia y Groenlandia. Durante el otoño e invierno del hemisferio norte, cruza Sudamérica y la Antártida.

## Galería

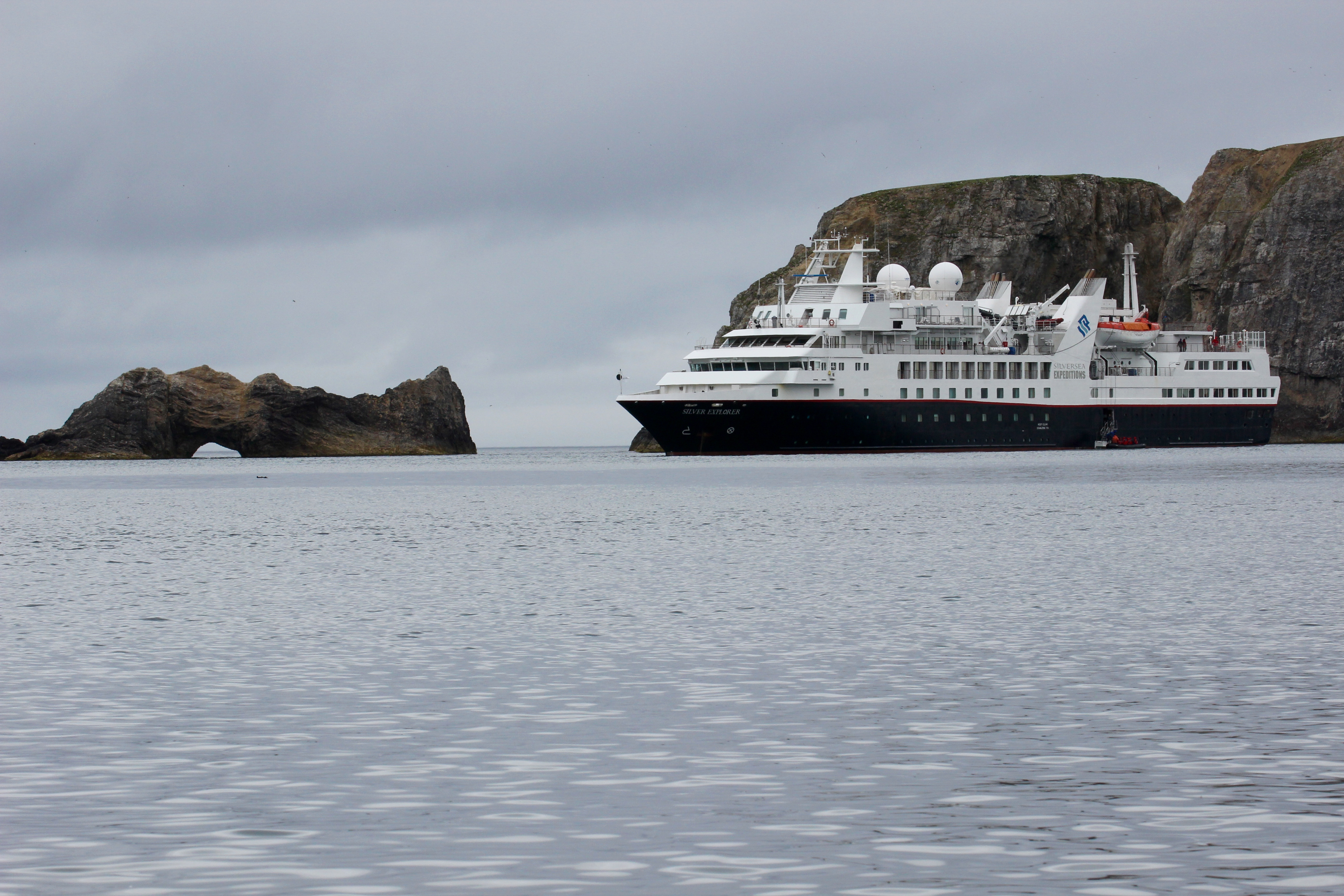
El Silver Explorer en el Ártico
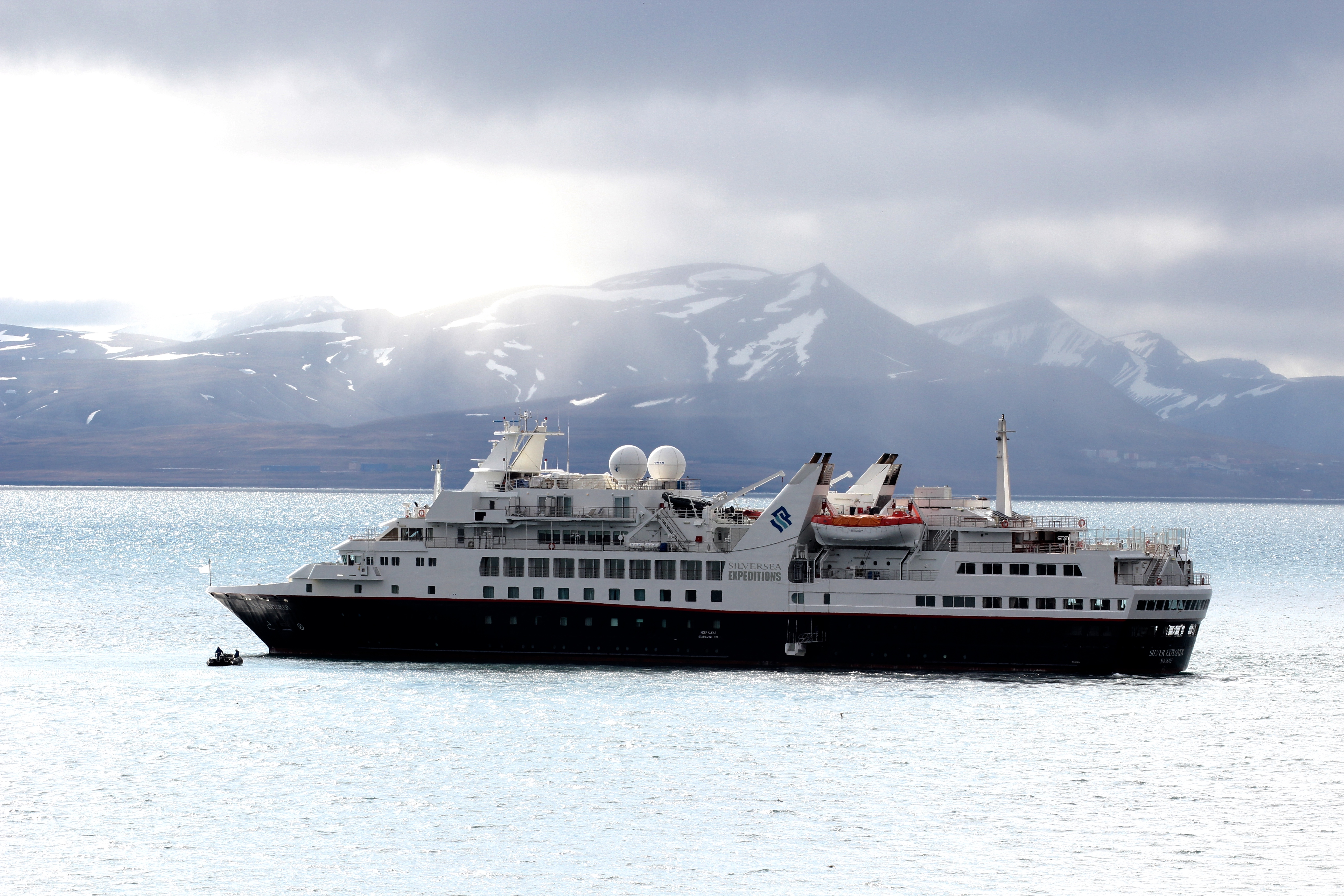
El Silver Explorer en Svalbard